# Гемоглобин A2
Гемоглобин А2 (HbA2) — нормальный вариант гемоглобина А, состоящий из двух альфа-цепей и двух дельта-цепей (α2δ2). В норме содержится в крови человека на низком уровне. Гемоглобин A2 может быть повышен при бета-талассемии или в случае гетерозиготности человека по гену бета-талассемии. HbA2 содержится в небольших количествах у всех взрослых людей (1.5-3.1% всех молекул гемоглобина) и примерно в норме у людей с серповидноклеточной анемией. Содержание гемоглобина А2 связано с полиморфизмом в локусе HBS1L-MYB в шестой хромосоме и кластере HBB в 11 хромосоме. Женщины с большим количеством PP-клеток имеют более низкое содержание HbA2, чем у мужчин, у которых этих клеток меньше.
Его биологическое значение пока неизвестно.